# Auburn (Washington)

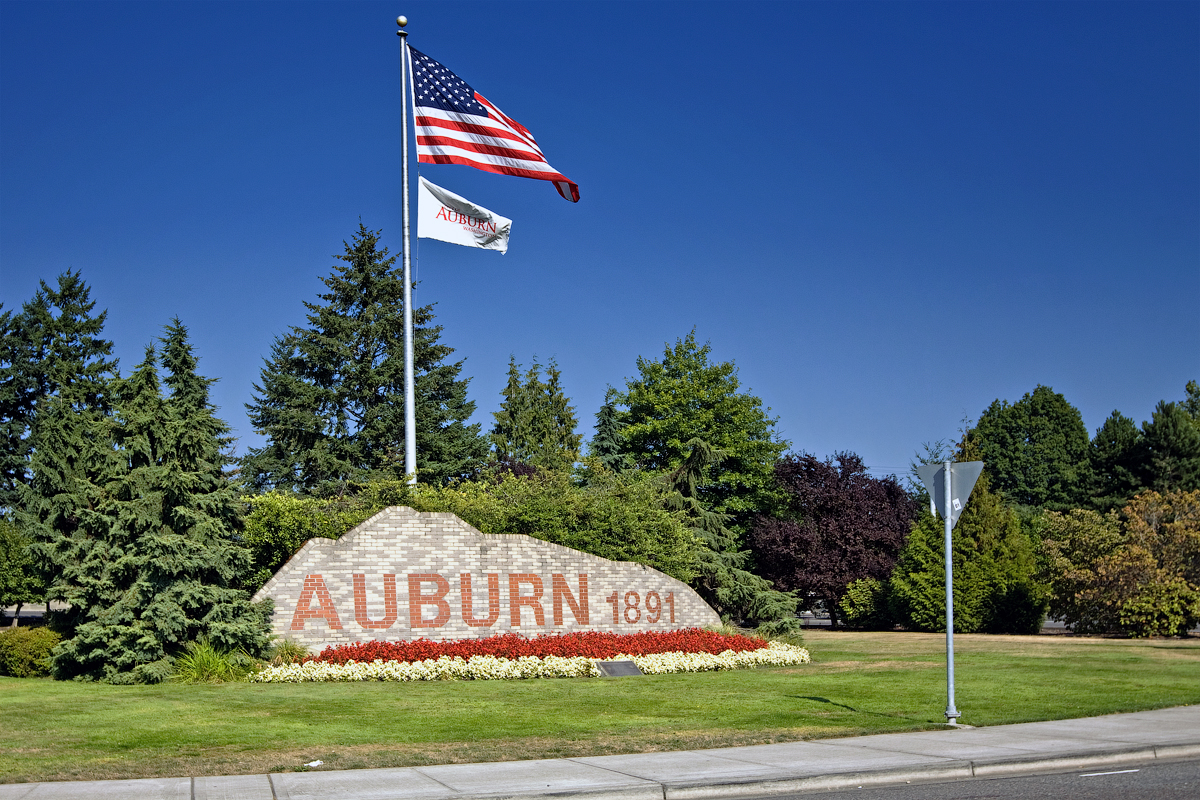

Auburn es una ciudad ubicada en el condado de King y en el condado de Pierce en el estado estadounidense de Washington. En el año 2000 tenía una población de 63.477 habitantes y una densidad poblacional de 877,2 personas por km².

## Geografía
Auburn se encuentra ubicada en las coordenadas 47°18′8″N 122°12′53″O / 47.30222, -122.21472.

## Demografía
Según la Oficina del Censo en 2000 los ingresos medios por hogar en la localidad eran de $39.208, y los ingresos medios por familia eran $45.426. Los hombres tenían unos ingresos medios de $36.977 frente a los $27.476 para las mujeres. La renta per cápita para la localidad era de $19.630. Alrededor del 12,8% de la población estaban por debajo del umbral de pobreza.